# 沙利·W·西斯霍姆
沙利·沃特森·「潘妮」·西斯霍姆（英語：Sallie Watson "Penny" Chisholm，1947年11月5日—）是一位美国海洋生物学家，知名于对浮游植物的研究，2003年当选美国国家科学院院士，2019年获克拉福德奖。